# 九州共立大学硬式野球部
九州共立大学硬式野球部（きゅうしゅうきょうりつだいがくこうしきやきゅうぶ、英: Kyushu Kyoritsu University Baseball Club）は、福岡六大学野球連盟に所属する大学野球チーム。九州共立大学の学生によって構成されている。

## 歴史
1966年（昭和41年）創部。1971年（昭和46年）、福岡六大学野球連盟発足により加盟。
1972年（昭和47年）春にリーグ戦が開始された初期の頃は九州産業大とともに福岡工業大が強く、以降は九産大の1強時代になる。
1975年（昭和50年）秋のリーグ戦で初優勝を遂げたものの、その間1980年代にかけて、九産大の壁をなかなか突破できず例年2位に甘んじていた。その後、昭和から平成にかけた80年代後半から九産大との2強時代となり、1990年代前半から2000年代前半にかけた頃は、九産大はもちろん、福工大、新興の第一経済大学（現 日本経済大学）なども寄せ付けず、リーグ戦でほぼ1強の無双状態を演じた。
1996年（平成8年）春、3年生エース前田浩継や4年柴原洋らの活躍で、第45回全日本大学野球選手権大会準々決勝で2年上原浩治投手擁する大阪体育大を7-0（8回コールド）、準決勝で真木将樹や伊達昌司ら3年生らの厚い投手陣を擁する法政大を3-2で破り、決勝戦では澤崎俊和投手や井口資仁ら4年生の投打を擁する青山学院大の前に井口の本塁打攻勢もあり4-9で敗れ準優勝に終わった。
1998年（平成10年）、2年生エース山村路直投手を擁し、第47回全日本大学野球選手権大会1回戦で4年上原浩治投手擁する大阪体大に0-1（延長10回）で惜敗。翌1999年（平成11年）春、リーグ戦は九産大が優勝し共立大の10連覇が阻まれた。同年秋、リーグ戦優勝。3年山村路直と1年新垣渚両投手や2年生捕手田上秀則、4年的場寛一らを擁し九州沖縄地区代表決定戦を勝ち抜き、続く第30回明治神宮野球大会準決勝で2年生エース石川雅規擁する青学大を投手戦の末2-1、決勝で1年生ストッパー久保裕也らを擁する東海大を新垣 - 山村の完封リレーにより1-0で下し、念願の大学日本一となった。
以降も4年山村、2年新垣、1年馬原孝浩らの投手陣を擁して全国大会で活躍した。翌2000年、第49回全日本大学野球選手権大会準決勝で優勝した2年木佐貫洋投手擁する亜細亜大に敗退。山村卒業後の翌2001年春季リーグ戦は福工大が優勝し共立大は2位。翌2002年、第51回全日本大学野球選手権大会2回戦で4年久保裕也投手擁する東海大を3-2、準決勝で優勝した4年木佐貫投手擁する亜大に敗退。新垣卒業後の翌2003年、4年馬原孝浩や3年髙橋秀聡両投手らを擁して、第52回全日本大学野球選手権大会1回戦で糸井嘉男先発の近畿大を14-0（5回コールド）で下し、準決勝で亜大（日本文理大に敗れ準優勝）に敗退。
2011年（平成23年）、2年大瀬良大地投手らを擁して第60回全日本大学野球選手権大会準決勝で優勝した4年藤岡貴裕投手擁する東洋大に敗退。翌2012年、第61回全日本大学野球選手権大会準決勝で優勝した1年吉永健太朗投手擁する早稲田大に敗退した。
九産大が、2005年（平成17年）秋に明治神宮野球大会（第36回大会）で初優勝を遂げた頃から2023年（令和5年）現在に至るまで、再び2強時代が続いている。

## 本拠地
- 北九州市八幡西区自由ケ丘1-8（野球場）
- 北九州市八幡西区浅川台1-2-8（合宿所）

## 記録
- 優勝42回（リーグ最多）
- 全日本大学野球選手権大会出場16回 準優勝1回（1996年）
- 明治神宮野球大会出場13回 優勝1回（1999年）

## 主な出身者
- 大田一徳（元ヤクルト）
- 伊礼忠彦
- 大野倫
- 深谷亮司
- 柴原洋
- 前田浩継
- 於保浩己
- 的場寛一
- 山村路直
- 田上秀則
- 新垣渚
- 馬原孝浩
- 髙橋秀聡
- 大原淳也
- 鬼崎智史
- 川満寛弥
- 福地元春
- 竹下真吾
- 大瀬良大地
- 寺岡寛治
- 島内颯太郎
- 久保拓眞